# テ・デウム (ベルリオーズ)

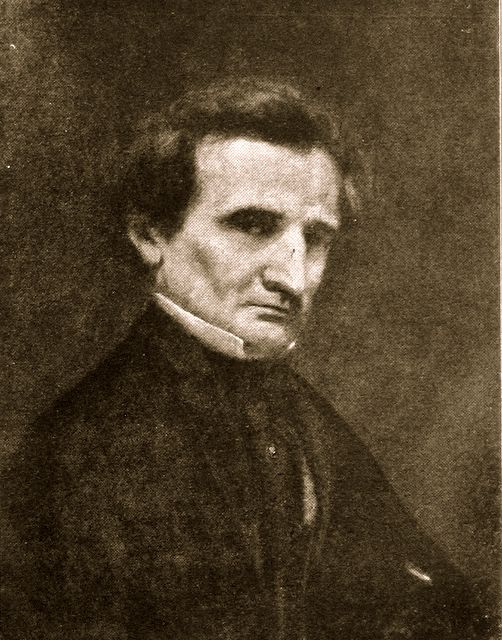
ギュスターヴ・クールベによる肖像画

テ・デウム（Te Deum）作品22は、エクトル・ベルリオーズの代表作の一つ。ベルリオーズが作曲した宗教音楽のうちでも『レクイエム』に次いで有名である。広い意味での宗教的大作である『葬送と勝利の大交響曲』を含めたこれら3作は、いずれも破格の規模・楽器編成を備えている。『レクイエム』は4つのバンダと大規模な打楽器群、『葬送と勝利の大交響曲』は吹奏楽編成（合唱と弦楽も任意で付加）、そして『テ・デウム』はオルガンの使用と児童合唱が特徴となっており、いずれも音響空間を意識した建築的な音楽構成となっている。

## 作曲の経緯
最初に『テ・デウム』の構想がなされた時期は、1830年代の初め頃までにさかのぼる。この当時ベルリオーズは、ナポレオン1世の偉業を讃えるための作品を計画していた。1846年に作成された自作目録の中の「未発表作品」には『テ・デウム』の名が見られるが、この時点でまだ構想段階であったのか、既に作曲を開始していたのかは定かでない。
1848年の2月革命勃発後にベルリオーズは、一時は定住も考えていたイギリスからパリへ戻り、同年10月から翌1849年8月にかけてこの大作を作曲、完成した。しかし初演に至るまでに年月を要し、その間1852年と1855年に改訂を行っている。
結局1855年4月30日、パリ万国博覧会の開幕記念行事の一つとして、サントゥスタッシュ教会 (Église Saint-Eustache) にて、ベルリオーズ自身の指揮によりこの『テ・デウム』は初演された。出版は同年11月頃にパリのブランデュス社から行われ、イギリスのアルバート公に献呈された。

## 編成
- テノール独唱
- 合唱1：ソプラノ80人、テノール30人、バス30人
- 合唱2：ソプラノ40人、テノール30人、バス30人
- 児童合唱：ソプラノとコントラルト600人
- オーケストラ：フルート2部（4人、第1フルートはピッコロ持ち替え）、オーボエ2部（4人、第1オーボエはコーラングレ持ち替え）、クラリネット2部（4人、第1クラリネットはバス・クラリネット持ち替え）、バスーン4、ホルン4、ピッコロ・サクソルン（第7曲のみ）、トランペット2、コルネット2、トロンボーン3部（6人）、オフィクレイド、チューバ、ティンパニ、大太鼓、テナー・ドラム4、シンバル4～5対、ハープ12（第7曲のみ）、オルガン、弦五部（第1ヴァイオリン25、第2ヴァイオリン24、ヴィオラ18、チェロ18、コントラバス16）

## 楽曲構成

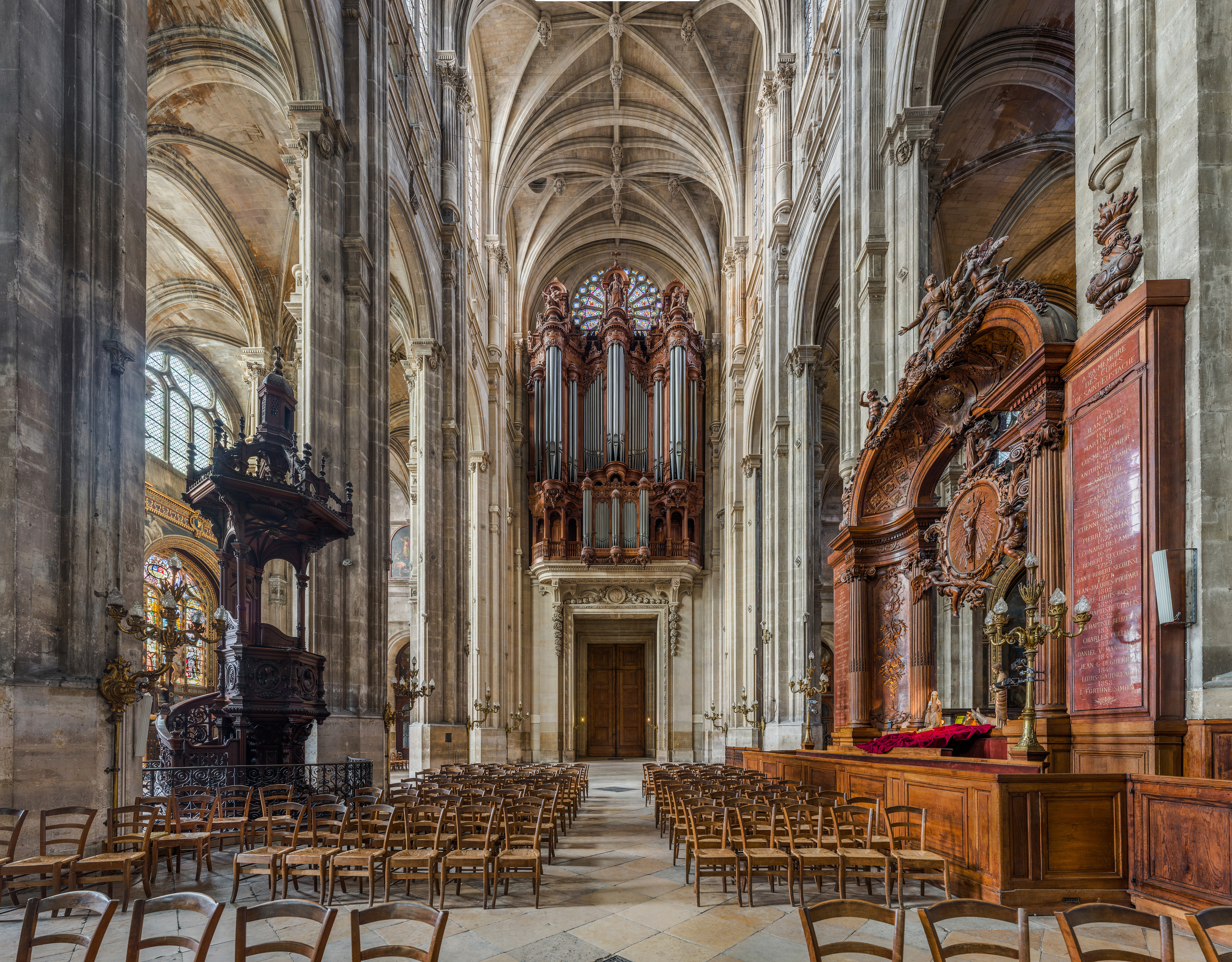
サントゥスタッシュ教会の内部

通常のテ・デウムのテクストに基づくが、一部で配列が入れ替えられている。また、終曲として声楽を伴わない「行進曲」が加えられているが、軍事祝祭用の場合だけ演奏するようにというただし書きが出版譜に載せられているため、省略されることが多い。演奏時間は全曲で約55分。
- 第1曲 賛歌：テ・デウム（神なる御身を）（Te Deum）
和音の後のオルガンで演奏される下降音型（後のフーガの対主題）に続いて、ヘ長調でフーガが始まる。クライマックスに達した後、最後はロ長調に転調する。
- 第2曲 賛歌：ティビ・オムネス（すべては御身に向かい）（Tibi omnes）
オルガンによって序奏と間奏が演奏される。メロディーが繰り返される度に、和声は変化し、「サンクトゥス」へと進んでいく。大合唱はクライマックスで使われるだけで、あとの部分は限られたパートで演奏される。
- 第3曲 祈り：ディナーレ（成したまえ）（Dignare）
序奏に続いて、低音のペダル音の上で曲が展開する。ペダル音は〔D-F-A-C-Es-E-Cis-A-F-D〕と進行するが、それぞれのペダル音の長さは一定ではなく、リズムは自由である。
- 第4曲 賛歌：クリステ・レクス・グローリエ（栄光の王、キリストよ）（Christe, Rex gloriae）
- 第5曲 祈り：テ・エルゴ・クェスムス（それ故に願いまつる）（Te ergo quaesumus）
テノール独唱が入る。
- 第6曲 賛歌と祈り：われ信ず、審判に（Judex crederis）
オルガンが主題を奏し、それに続いてフーガが始まる。それぞれのフーガ声部は半音ずつ上昇して開始され、調性をあいまいに展開していき、「主よ、御身の民を救い Salvum fac populum」の部分に入る。曲は次第に激しくなり、最後に「とこしえに、揺るぎさせ給わざれ Non confundar in aeternum」を強調して終わる。
- 第7曲 旗の掲揚式のための行進曲（Marche pour la présentation des drapreaux）

当初はこれに加えて、声楽を伴わない「プレリュード」が第3曲に置かれていたが、初演時に削除され、出版譜にも収められなかった。1901年のブライトコプフ・ウント・ヘルテル版に初めて収められたが、新全集版では「付録」として収められている。
- プレリュード
太鼓のリズムで始まり、第1曲「テ・デウム」のフーガの主題に基づいて対位法的に展開していく。

## 録音
| 指揮者                         | 管弦楽団・合唱団 | ソリスト                                                                   | 録音年 | レーベル                      | 備考 EAN番号 |
| ------------------------------ | --- | -------------------------------------------------------------------------- | ------ | ----------------------------- | --- |
| トーマス・ビーチャム           | ロイヤル・フィルハーモニー管弦楽団 ロンドン・フィルハーモニック・コーラス ダルウィッチ・カレッジ少年合唱団                                                                                  | ヴォーガン （オルガン） ヤング（テノール）                                 | 1957   | Sony                          | 0509970879642 |
| コリン・デイヴィス             | ロンドン交響楽団 ロンドン交響楽団合唱団 ワンズワース少年合唱団 | キナストン（オルガン） タリアヴィーニ（テノール）                          | 1969   | フィリップス                  | 0028941666024 |
| ダニエル・バレンボイム         | パリ管弦楽団 パリ管弦楽団合唱団 パリ少年合唱団 復活歌唱団 | ジャン・ギュー （オルガン） デュプイ（テノール）                           | 1976   | Sony                          | 『夏の夜』ブーレーズ BBC交響楽団 5099706304326                                                                                            |
| マーティン・ニアリー           | ロンドン交響楽団 ウィンチェスター大聖堂聖歌隊 ウェイン・フリート・シンガーズ サザンプトン合唱協会 アーヴィン・マスター・コラール チェルシー・オペラ・グループ・コーラス                     | ジョン・トレレヴェン (テノール)                                            | 1979   | Pioneer                       | ウィンチェスター大聖堂900年祭の オープニング・コンサート 4988102336455 DVDとしてのライヴ収録                                              |
| クラウディオ・アッバード       | ECユース管弦楽団 ロンドン交響楽団合唱団 ロンドン・フィルハーモニック・コーラス ウーバーン・シンガーズ少年合唱団                                                                             | マルティン・ハーゼルベック（オルガン） フランシスコ・アライサ （テノール） | 1982   | DG                            | 0028941069627 |
| ジャン・ピエール・ロレ         | フランス・オラトリオ管弦楽団 フランス・オラトリオ合唱団 | ピエール・パンスマイユ（オルガン） ティベール・ラファリ（テノール）        | 1990   | EROL                          | 「プレリュード」「行進曲」を含む 8曲構成の完全全曲盤 ロレにより修復された『CORO dei MAGGI』（合唱曲）を世界初録音として併録 3394720900052 |
| エリアフ・インバル             | フランクフルト放送交響楽団 フランクフルト声楽アンサンブル ヘッセン放送児童青年合唱団 マインツ・キリスト教会バッハ合唱団                                                                     | エイゼンベルグ（オルガン） キース・ルイス（テノール）                      | 1990   | DENON                         | 「プレリュード」「行進曲」を含む 8曲構成の完全全曲盤 4988001429807                                                                        |
| デニス・キーン                 | Voices of Ascension Orchestra ペンシルヴェニア・ヤング・シンガーズ Voices of Ascension | マーク・クルーゼック （オルガン） ジョン・アラー （テノール）              | 1990   | Delos                         | 「プレリュード」「行進曲」 を含む8曲構成の完全全曲盤 0013491320021                                                                        |
| クラウディオ・アッバード       | ウィーン・フィルハーモニー管弦楽団 ウィーン国立歌劇場合唱団 プラハ・フィルハーモニー合唱団 テルツ少年合唱団                                                                                 | マルティン・ハーゼルベック（オルガン） ホセ・カレーラス （テノール）       | 1992   | ジェネオン エンタテインメント | 4988102229757 DVDとしてのライヴ収録 併録：ワーグナー「ニュルンベルクのマイスタージンガー」前奏曲                                          |
| フランソワ＝ロベール・ジロラミ | ヌヴェール交響楽団 シビウ国立フィルハーモニー管弦楽団 ヌヴェール混成合唱団 ブールジュ合唱団 クラヨーヴァ歌劇場合唱団（ルーマニア） シノン城オー・ヴィーヴ合唱団（スイス）                   | マリー・ヴェニシュ （オルガン） ヴァレリー・コスタン （テノール）          | 1996   | Stradivarius                  | 「プレリュード」「行進曲」を含む 8曲構成の完全全曲盤 0723723061423                                                                        |
| コリン・デイヴィス             | シュターツカペレ・ドレスデン ドレスデン国立歌劇場合唱団 ドレスデン・シンフォニー合唱団 ドレスデン・ジングアカデミー ドレスデン・フィルハーモニック児童合唱団 ドレスデン国立歌劇場児童合唱団 | ハンス＝ディーター・シェーネ （オルガン） ニール・スチュアート（テノール） | 1998   | PROFIL                        | 0881488603927 モーツァルト：キリエ ニ短調 併録                                                                                            |
| ジョン・ネルソン               | パリ管弦楽団 パリ管弦楽団合唱団 ヨーロッパ連合児童合唱団 聖アントニー聖歌隊 | マリー＝クレール・アラン（オルガン） ロベルト・アラーニャ（テノール）      | 2000   | Virgin                        | 「プレリュード」「行進曲」を含む 8曲構成の完全全曲盤 0724354544927                                                                        |

＊記載がない場合、6曲構成での演奏。